# باشگاه فوتبال شهرداری آستارا
باشگاه فوتبال شهرداری آستارا یک باشگاه فوتبال در شهر آستارا، ایران است. این باشگاه هم‌اکنون در لیگ دوم بازی می‌کند. این تیم در رقابت‌های جام حذفی هم شرکت داشته است.
شهرداری آستارا در فصل ۹۹–۱۳۹۸ در مرحله حذفی لیگ دسته دوم فوتبال با برتری مقابل تیم پاس همدان به لیگ آزادگان صعود کرد. شهرداری آستارا در اولین حضور خود در لیگ یک، قهرمان نیم فصل مسابقات شد.

## بازیکنان
فهرست بازیکنان در فصل ۰۳–۱۴۰۲
| شماره |       | پست   | بازیکن          |
| ----- | ----- | ----- | --------------- |
| ۶     | ایران | هافبک | محمدجواد لورایی |
| ۷     | ایران | مهاجم | محمود صالحی     |
| ۹     | ایران | مهاجم | داریوش بخت      |
| ۱۰    | ایران | مهاجم | محمدجواد عباسی  |
| ۱۱    | ایران | مهاجم | علیرضا تقدیری   |
| ۱۴    | ایران | مهاجم | سهیل پوربخش     |
| ۲۰    | ایران | مهاجم | حمید حیدری      |

| شماره |       | نقش   | بازیکن            |
| ----- | ----- | ----- | ----------------- |
| ۶۰    | ایران | مدافع | ابوالفضل آذرنوشان |
| ۷۸    | ایران |       | امیرمحمد حسین‌پور  |
| ۸۰    | ایران | هافبک | بلال ارازی        |
| ۹۹    | ایران | مهاجم | امیر قلم‌آرا       |
|       | ایران | هافبک | امین حقده         |
|       | ایران | مدافع | محمد جعفری        |
|       | ایران | مهاجم | محمد خادمی        |

## مربیان سابق
- حسن اشجاری (۱۳۹۷-آذر ۱۳۹۹)
- پایان رأفت (آذر ۱۳۹۹-فروردین ۱۴۰۰)
- احمد جمشیدیان (فروردین ۱۴۰۰-خرداد ۱۴۰۰)
- نادر عزت‌اللهی (موقت) (خرداد۱۴۰۰-مرداد ۱۴۰۰)
- فرشاد پیوس (مرداد ۱۴۰۰-دی ۱۴۰۰)
- پایان رأفت (دی ۱۴۰۰-اردیبهشت ۱۴۰۱)
- پیروز قربانی (تیر ۱۴۰۱-بهمن ۱۴۰۱)
- محسن بنگر (اسفند ۱۴۰۱- مرداد ۱۴۰۲)
- وحید بیاتلو (شهریور ۱۴۰۲-آبان ۱۴۰۲)
- یاشین سزاوار (آبان ۱۴۰۲-دی ۱۴۰۲)
- آرش برهانی (دی ۱۴۰۲-فروردین ۱۴۰۳)
- محسن بنگر (فروردین ۱۴۰۳-تیر ۱۴۰۳)
- یاشین سزاوار (مرداد ۱۴۰۳-مهر ۱۴۰۳)
- حسن اشجاری (مهر ۱۴۰۳-آبان ۱۴۰۳)
- قاسم دهنوی (آبان ۱۴۰۳-اسفند ۱۴۰۳)
- سید مهدی حسینی‌نسب (اسفند ۱۴۰۳-)